# خولودنی کلیوچ
خولودنی کلیوچ (انگلیسی: Kholodny Klyuch) یک شهرک در شهرستان کویورگازینسکی جمهوری باشقیرستان در کشور روسیه است.